# Antoine Ier de Lalaing
Antoine Ier de Lalaing est seigneur de Montigny et d'Estrée chevalier de la Ordre de la Toison d'or en 1516, chevalier d'honneur et ministre de la régente Marguerite d'Autriche. Chef des finances des Pays-Bas, Stadhouter de Hollande en 1522, capitaine d'une bande d'ordonnance 
Il épousa Elisabeth de Culemborg, dame de Hoogstraeten veuve de Jean de Luxembourg-Ville (mort en 1508), fille de Jaspart (1445-1504) et de Jeanne de Bourgogne (1459-1511), qui lui laissa en mourant la terre de Hoogstraeten.
Il fut élevé au titre de comte de Hoogstraeten en 1516 à l'église de Sainte Gudule à Bruxelles.
Antoine Lalaing  accompagne Philippe le Beau lors de la prise de possession du royaume d'Espagne, puis deviendra conseiller Chambellan de Charles Quint.
Il mourut à Gand le 11 avril 1540 et fut enterré en l'église de Hoogstraeten. Toutefois, selon une source, l'église du château de la Motte-aux-Bois, en Flandre maritime, contenait une pierre tombale aux noms d'Antoine et de son épouse, pouvant laisser supposer leur présence.